# 혼 구리디
혼 구리디 알달루르(스페인어: Jon Guridi Aldalur, 1995년 2월 28일, 바스크 주 아스페이티아 ~)는 스페인의 프로 축구 선수로, 현재 데포르티보 알라베스에서 미드필더로 활약하고 있다.

## 클럽 경력
바스크 주 기푸스코아 도 아스페이티아 출신인 구리디는 레알 소시에다드 유소년부를 졸업했다. 2014년 7월 11일, 그는 세군다 디비시온 B의 2군으로 승격되었고, 9월 13일에 2-3으로 패한 세스타오와의 원정 경기에서 성인 무대 신고식을 치렀다.
구리디는 2015년 10월 10일에 1-1로 비긴 같은 상대와의 안방 경기에서 막판 동점골로 첫 프로 무대 득점에 성공했다. 이듬해 2월 10일, 그는 2018년까지 계약을 연장했다.
2017년 3월 18일, 구리디는 1군이자 라 리가 첫 경기를 치렀는데, 같은 바스크 주의 알라베스에 0-1 원정패를 당했다. 2017-18 시즌을 앞두고 그는 정식으로 1군으로 승격되었다.
2018-19 시즌에 2군으로 복귀한 구리디는 2019년 1월 30일에 또다른 3부 리그 구단인 미란데스로 임대되었다. 7월 19일, 세군다 디비시온 승격을 이룩하면서, 그의 임대 계약은 1년 더 연장되었다.
구리디는 2019년 11월 3일에 첫 프로 무대 득점을 기록했는데, 2-4로 패한 엘체 원정 경기에서 소속 구단의 첫 골을 기록했고, 강등을 면한 시즌에 미란데스의 주전으로 활약했다.

## 경력 통계

### 클럽
2021년 3월 14일 기준
| 구단              | 시즌      | 리그              | 리그 | 리그 | 컵   | 컵 | 대륙 | 대륙 | 기타 | 기타 | 합계 | 합계 |
| 구단              | 시즌      | 리그명            | 출장 | 골   | 출장 | 골 | 출장 | 골   | 출장 | 골   | 출장 | 골   |
| ----------------- | --------- | ----------------- | ---- | ---- | ---- | -- | ---- | ---- | ---- | ---- | ---- | ---- |
| 레알 소시에다드 B | 2014–15   | 세군다 디비시온 B | 11   | 0    | —    | —  | —    | —    | —    | —    | 11   | 0    |
| 레알 소시에다드 B | 2015–16   | 세군다 디비시온 B | 34   | 3    | —    | —  | —    | —    | —    | —    | 34   | 3    |
| 레알 소시에다드 B | 2016–17   | 세군다 디비시온 B | 28   | 3    | —    | —  | —    | —    | —    | —    | 28   | 3    |
| 레알 소시에다드 B | 2018–19   | 세군다 디비시온 B | 9    | 2    | —    | —  | —    | —    | —    | —    | 9    | 2    |
| 레알 소시에다드 B | 합계      | 합계              | 82   | 8    | 0    | 0  | 0    | 0    | 0    | 0    | 82   | 8    |
| 레알 소시에다드   | 2016–17   | 라 리가           | 1    | 0    | 0    | 0  | —    | —    | —    | —    | 1    | 0    |
| 레알 소시에다드   | 2017–18   | 라 리가           | 4    | 0    | 0    | 0  | 0    | 0    | —    | —    | 4    | 0    |
| 레알 소시에다드   | 2020–21   | 라 리가           | 12   | 0    | 2    | 0  | 2    | 0    | 1    | 0    | 17   | 0    |
| 레알 소시에다드   | 합계      | 합계              | 17   | 0    | 2    | 0  | 2    | 0    | 1    | 0    | 22   | 0    |
| 미란데스 (임대)   | 2018–19   | 세군다 디비시온 B | 12   | 2    | 0    | 0  | —    | —    | 6    | 0    | 18   | 2    |
| 미란데스 (임대)   | 2019–20   | 세군다 디비시온   | 36   | 3    | 5    | 0  | —    | —    | —    | —    | 41   | 3    |
| 미란데스 (임대)   | 합계      | 합계              | 48   | 5    | 5    | 0  | 0    | 0    | 6    | 0    | 59   | 5    |
| 경력 합계         | 경력 합계 | 경력 합계         | 147  | 13   | 7    | 0  | 2    | 0    | 7    | 0    | 163  | 13   |

1. ↑  유로파리그 출장 경기 기록 포함
2. ↑  수페르코파 데 에스파냐 출장 경기 기록 포함
3. ↑  승격 플레이오프전 출장 경기 기록 포함